# Abbaye Notre-Dame de la Coudre

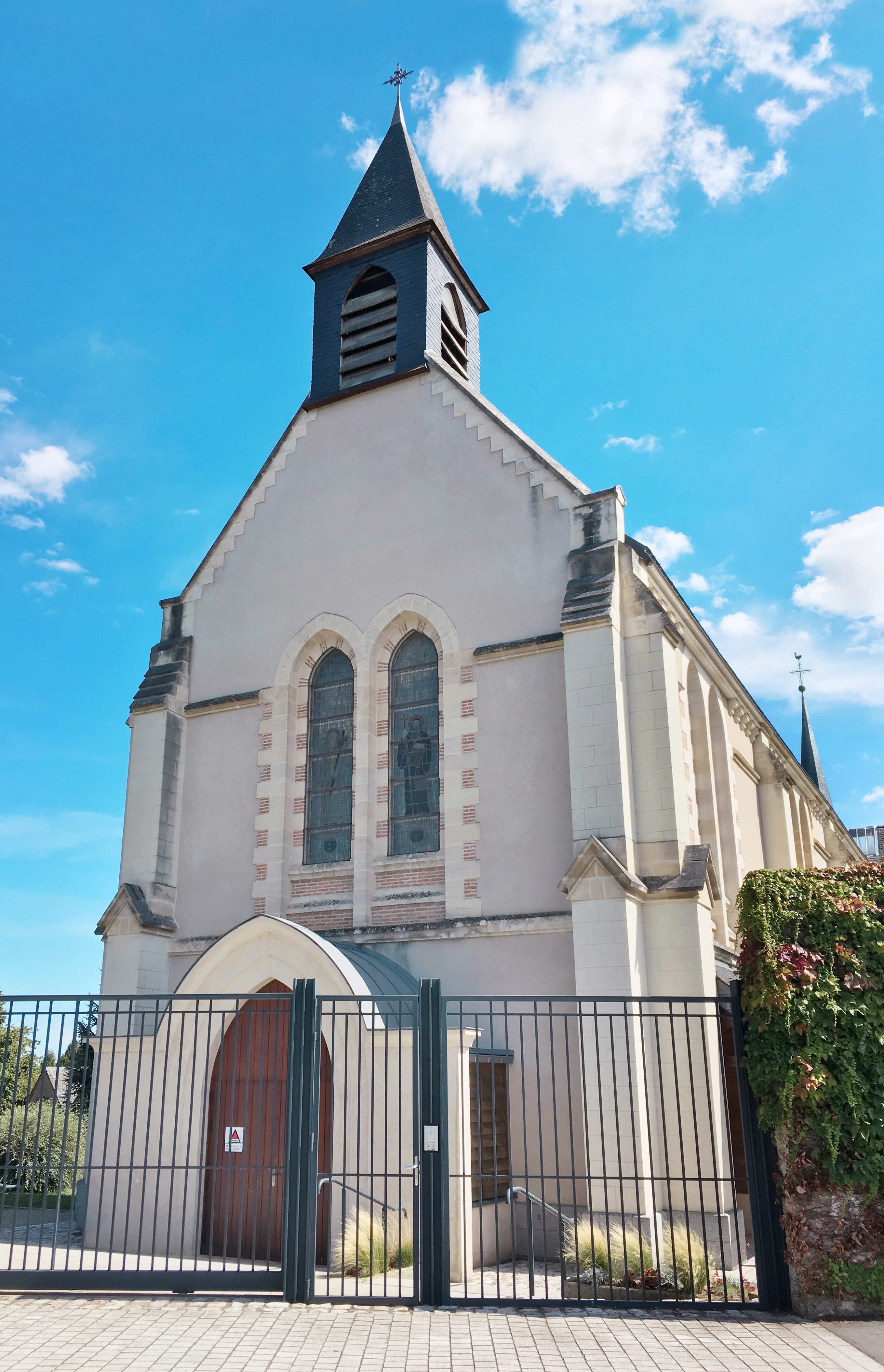
La chapelle de l'Abbaye Notre-Dame de la Coudre.

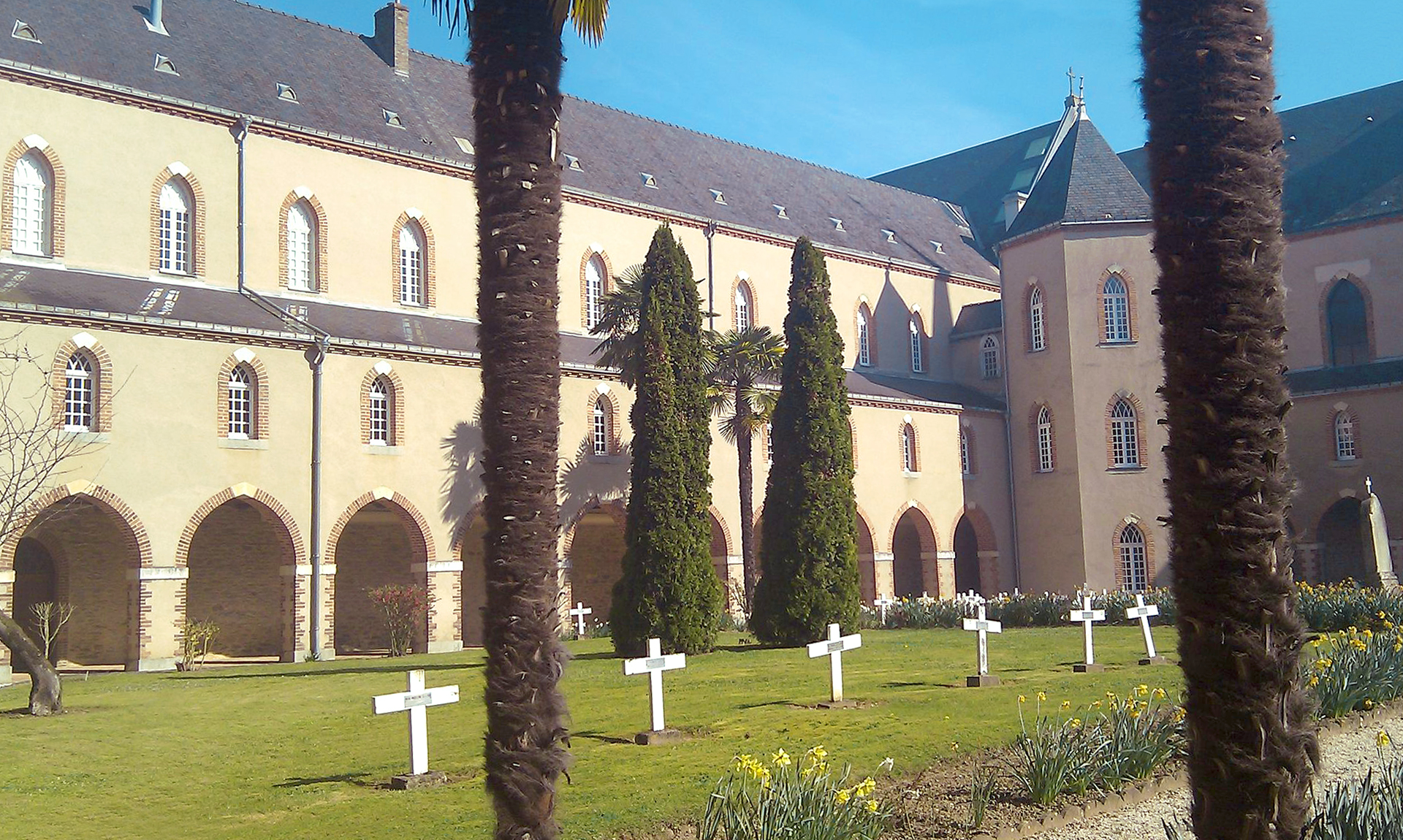
Le cloître de l'Abbaye Notre-Dame de la Coudre.

L’abbaye Notre-Dame de la Coudre est une abbaye de moniales cisterciennes en activité, située en Mayenne sur la commune de Laval.

## Localisation
L'abbaye est située au sud du centre-ville de Laval, le long du « boulevard des trappistines ».

## Histoire

### Le retour d'exil
L'histoire des origines de l'abbaye est liée à la Révolution française. En 1790, l'Assemblée constituante prohibe les vœux religieux. Pressentant les persécutions à venir, Augustin de Lestrange fonde deux monastères en Suisse, un d'hommes (La Valsainte dans le canton de Fribourg), puis un de femmes à Sembrancher dans le canton du Valais. Mais l'invasion de la Suisse par la France en 1797-1798 oblige les religieux à fuir plus loin, jusqu'en Russie et en Prusse. À la Restauration, les religieux reviennent en France. La plupart des maisons ayant été vendues et même souvent détruites, chaque groupe retournant au pays s'installe dans une nouvelle fondation.

### Première fondation
Le groupe de moniales qui vient à Laval arrive de Darfeld (de), en Westphalie. Les dix religieuses occupent tout d'abord l'ancienne abbaye Sainte-Catherine, qui a peu souffert des exactions révolutionnaires. Ce choix de lieu est en partie dicté par la proximité de l'implantation des moines cisterciens, à l'abbaye du Port-du-Salut (ce qui assure notamment aux sœurs la garantie d'une eucharistie régulière). La communauté croît rapidement, au point d'aller renforcer la future abbaye Notre-Dame de Clairefontaine (en Belgique), puis de fonder une abbaye-fille en 1841, à Ubexy, dans les Vosges (abbaye fermée en 2012),

### L'installation à la Coudre
La construction de la ligne de Paris-Montparnasse à Brest coupe le terrain des sœurs, qui préfèrent chercher une autre implantation. Le choix finit par se porter sur la Coudre, au sud de la ville. Le chantier dure de 1856 à 1859. Le 26 avril de cette dernière année, les sœurs déménagent de nuit dans leur nouvelle abbaye. Pour subvenir à leurs besoins, elles construisent une fromagerie et produisent le trappe de la Coudre. En 1870, lors de la guerre franco-prussienne, les religieuses transforment le monastère en hôpital et soignent les blessés. Elles ont fait de même durant la première guerre mondiale.
En 1893, la communauté de la Coudre est à nouveau sollicitée pour renforcer l'abbaye de Belval qui vient d'être fondée. En 1929, l'abbaye Notre-Dame d'Igny dans la Marne est reconstruite après avoir été détruite par les Allemands durant la Grande Guerre. Cette ancienne abbaye de moines devient à cette occasion abbaye de moniales, et ce sont les sœurs de la Coudre qui encore une fois détachent un important contingent de religieuses pour refonder cette maison religieuse.

## Les produits de l’Abbaye
Pour demeurer fidèle à sa mission spécifique de prière au cœur du monde, la communauté de l’Abbaye de la Coudre s’est créé une structure économique permettant un équilibre de vie monastique : Ora et labora. Le travail assure ainsi la subsistance de toute la communauté.
Les moniales de l’abbaye de la Coudre fabriquent une spécialité de fromage à croûte morgée avec du lait de vache suivant un procédé mis au point par les moines de Port-du-Salut, qui le transmirent à leurs sœurs au moment de la création de la fromagerie en 1868. Il est affiné dans les caves voûtées de l’abbaye.

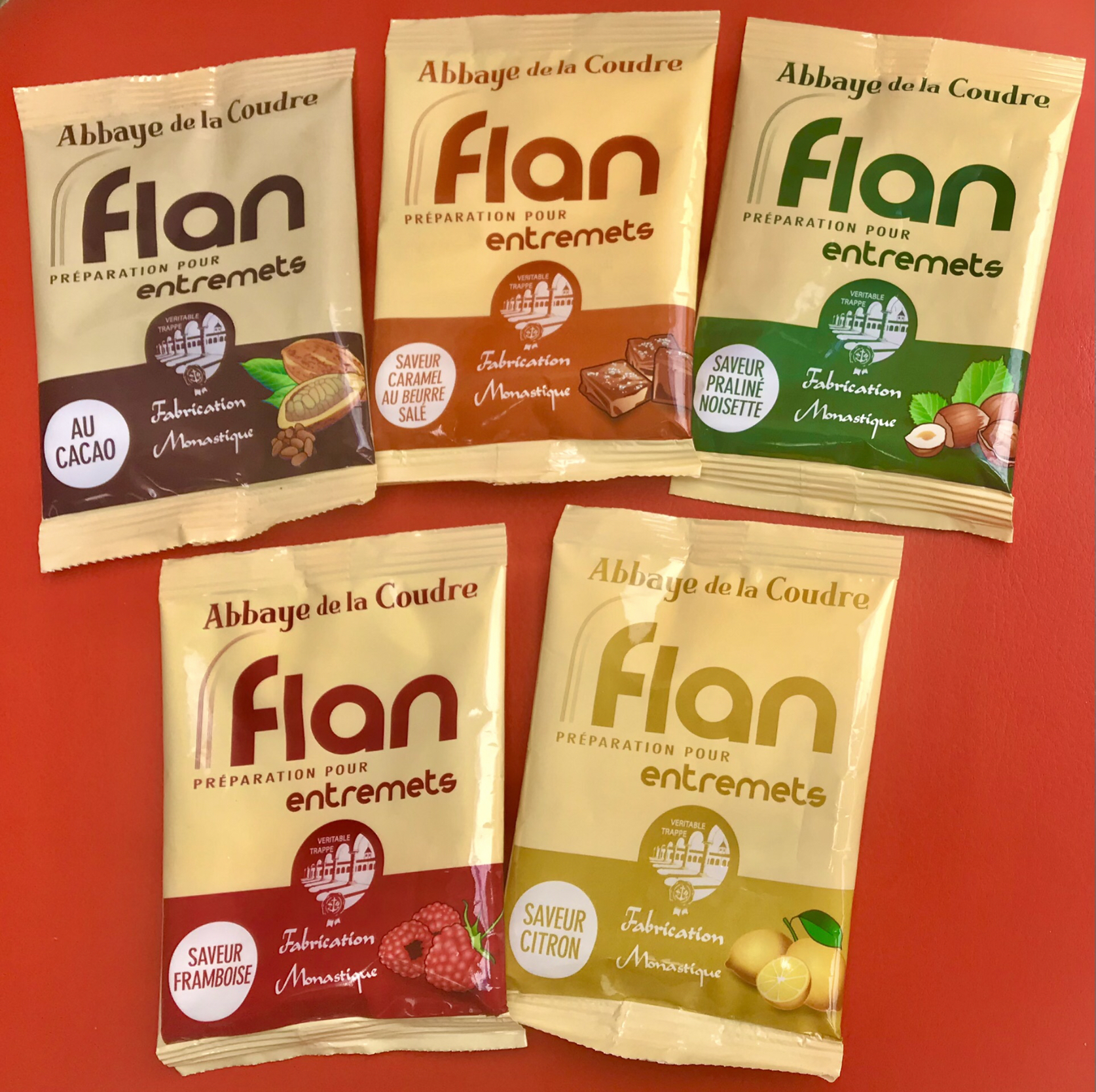
Des sachets de flancs en poudre avec les parfums cacao, caramel au beurre salé, praliné-noisette, framboise et citron.

Les sœurs Trappistines de l’Abbaye fabriquent également des entremets, leur spécialité « Véritable Trappe ». 
En 1974, une sœur de l’Abbaye se lance dans la fabrication de flans avec la recette et le matériel hérités d’un ami du Monastère. Dans une petite mélangeuse, elle réalise une dizaine de kilogrammes de poudre qu’elle ensache elle-même à la main ensuite. Le succès commercial des sachets, vendus à la petite boutique de l’Abbaye, amène les sœurs à s’équiper d’une plus grande mélangeuse en 1977, puis d’une ensacheuse en 1989, ce qui permet de réaliser 500 000 sachets de 50 grammes (pour ½ litre de lait) d’une gamme comprenant six saveurs : Vanille, Cacao, Café, Praliné, Citron et Framboise. 
En 2013, les sœurs investissent dans de nouvelles machines beaucoup plus performantes. Les saveurs de pistache et de caramel au beurre salé complètent alors la gamme, avec une recette moins sucrée dans des sachets de 45 grammes.
Les flans de l’abbaye sont fabriqués sans colorants ni conservateurs à partir d’ingrédients naturels tels que des algues, du sucre, de l’amidon de maïs et des arômes de vanille, cacao, café, citron, praliné-noisette, framboise, pistache et caramel beurre salé. Ils sont riches en sels minéraux, phosphore, calcium, et vitamines. Ces productions naturelles sont garanties par le label Monastic.
Enfin, les sœurs de la Coudre disposent aussi d’un atelier de maroquinerie où elles fabriquent des couvertures de livres, des liseuses (couvertures avec rabat), des custodes (couvertures avec fermeture-éclair) et des porte-chapelets.